# Асатиани, Александр Самсонович
Александр Самсонович Асатиани (груз. ალექსანდრე სამსონის ძე ასათიანი; 10 апреля 1889, Барднала, Рача-Лечхуми и Квемо-Сванети — 2 января 1954, Мюнхен) — грузинский политик, один из основателей Национал-демократической партии Грузии.

## Биография
В 1907 году окончил школу в Кутаиси и продолжил учёбу на экономическом факультете Московского коммерческого института. Во время учёбы, в 1904—1905 годах, участвовал в революционном движении в Лечхуми и Сванетии, арестовывался, сидел в тюрьме.
Один из основателей и идеологов Национал-демократической партии Грузии (1917).
26 мая 1918 года подписал Декларацию независимости Грузии. Член Учредительного собрания Грузии от НДП.
После советизации Грузии в 1921 году был арестован, но сбежал, продолжил активную политическую работу. В 1926 году вместе с Гвазавой и другими организовал движение «Прометей». С 1924 по 1926 год состоял членом «Комитета по независимости Кавказа», много публиковался работы в иммиграционной прессе.
После четырёх лет Второй мировой войны переехал в Испанию на четыре года, а затем вернулся в Париж.